# Guibemantis liber
A Guibemantis liber  a kétéltűek (Amphibia) osztályába és  a békák (Anura) rendjébe aranybékafélék (Mantellidae) családjába tartozó faj. 

## Előfordulása
Madagaszkár endemikus faja. A sziget északi és keleti részén, valamint a Sainte-Marie-szigeten, a tengerszinttől 2000 m-es magasságig honos.

## Megjelenése
Kis méretű Guibemantis faj. A hímek mérete 21–29 mm, a nőstényeké 27–28 mm. Színe változatos, háta vöröses, szürkés vagy zöldes, szemei között gyakran sötét csíkkal, gerincén néha világos csík húzódik. Homlokrésze sötét árnyalatú, felső ajkán fehér pettyek találhatók. A nőstények hasi oldala sápadt zöld, a hímek torka ragyogó fehér. Lábainak belső oldala sötét árnyalatú, néha (a Ranomafana Nemzeti Parkban megfigyelt egyedeknél) teljesen fekete. Háti bőre többé-kevésbé sima. Orrlyukai egyértelműen közelebb helyezkednek el az orrcsúcshoz, mint a szemekhez. Hallószerve jól látható. Mellső lábain gyakorlatilag nincs úszóhártya, a hátsókon van. A hímeknek többnyire nem jól felismerhető combmirigyeik vannak, bár egyes példányoknál a mirigy hosszúkás, nagy méretű , elérheti a 8x2,5 mm-t. Egyszeres hanghólyagjuk nagy mértékben nyújtható, élénk fehér.

## Természetvédelmi helyzete
A vörös lista a nem fenyegetett fajok között tartja nyilván. Több védett területen is megtalálható.